# Românii din Irlanda
La 6 aprilie 2017, Biroul Central de Statistică al Irlandei a publicat rezultatele ultimului recensământ al populației din Irlanda, care a avut loc la 24 aprilie 2016. Cifrele relevante pentru comunitatea română din Irlanda sunt următoarele:
- numărul celor care au declarat că sunt cetățeni români: 28.702 (cu 10.707 mai mult decât la recensământul anterior, reprezentând grupul etnic cu cea mai mare creștere: 67% față de 2011);
- numărul persoanelor care vorbesc limba română: 36.383.

Conform datelor recensământului, românii se află pe primul loc în clasamentul celor stabiliți în Irlanda în intervalul de referință (2011-2016). Creșterea substanțială a comunității românești a făcut ca aceasta să se plaseze pe locul al patrulea în rândul comunităților din Irlanda, după cele din Polonia, Marea Britanie și Lituania, reprezentând 0,6% din totalul populației Irlandei. Limba română a devenit a treia limbă străină vorbită in familie, în Irlanda, după poloneză și franceză.
Recensământul evidențiază, totodată, un număr semnificativ, în raport cu cifrele totale, al persoanelor cu dublă cetățenie. Astfel, 3.157 de cetățeni figurează în aceste evidențe cu dublă cetățenie, româno-irlandeză, a șaptea poziție în clasamentul total. Dintre aceștia, 31% s-au născut în Irlanda, iar 69% s-au născut în România.